# Marcel Cohen (Linguist)
Marcel Samuel Raphaël Cohen (* 6. Februar 1884 in Paris; † 5. November 1974 in Cugand, Département Vendée) war ein französischer Linguist, Äthiopist, Semitist und Romanist. Er hatte den Lehrstuhl für Äthiopistik und das alte Südarabien an der École pratique des hautes études inne und war Professor für Amharisch an der École nationale des langues orientales. 
Neben seinen Arbeiten zu äthiopischen Sprachen, vergleichender Semitistik und hamito-semitischen Sprachen befasste er sich auch mit Sprachgeschichte und Linguistik des Französischen, Sprachsoziologie sowie Kindersprache. Er engagierte sich für die Kommunistische Partei Frankreichs und kämpfte während des Zweiten Weltkriegs in der Résistance.

## Leben und Werk

### Lebenslauf
Cohen war Schüler des Lycée Condorcet. Er studierte bei Mario Roques (Romanistik), Antoine Meillet (Vergleichende indoeuropäische Sprachwissenschaft und Semitistik), Sylvain Lévy (Sanskrit) und Joseph Halévy (Altäthiopisch und Altsüdarabisch) an der École pratique des hautes études (EPHE) sowie bei Ferdinand Brunot (Linguistik des Französischen) an der Sorbonne. Daneben lernte er an der École des langues orientales («Langues O») gesprochenes Arabisch und bei Casimir Mondon-Vidailhet (1847–1910) Amharisch. Er bestand 1908 die Agrégation de grammaire und im Jahr darauf das Diplom in maghrebinischem Arabisch. Seine Abschlussarbeit an der EPHE schrieb er 1909 über den arabischen Dialekt der Juden in Algier, den er vor Ort erforschte. Sie wurde mit dem Prix Volney ausgezeichnet.
Nach Abschluss seines Studiums ging er 1910–11 für 14 Monate ethnographischer und linguistischer Feldforschung im Auftrag des französischen Bildungsministeriums nach Äthiopien. Nach seiner Rückkehr übernahm er (als Nachfolger seines Lehrers Mondon-Vidailhet) den Lehrauftrag für Amharisch an der École nationale des langues orientales (ab 1916 mit dem Titel eines Professeur-adjoint). Im Ersten Weltkrieg diente Cohen als Maschinengewehrschütze auf dem Balkan (zuletzt im Rang eines Leutnants), wurde verwundet und erhielt das Croix de guerre.
Ab 1919 war er Directeur d’études (Professor) für äthiopische Studien an der École pratique des hautes études, wo er insbesondere die altäthiopische Sprache (Ge’ez) lehrte, später übernahm er auch den Lehrstuhl für das antike Südarabien. Er habilitierte sich 1924 in Paris mit den beiden Arbeiten Le Système verbal sémitique et l'expression du temps  und Couplets amhariques du Choa und wurde 1926 Professor für Amharisch an der École nationale des Langues orientales vivantes (bis 1950). Von 1926 bis 1954 lehrte er außerdem deskriptive Linguistik am Institut für Ethnologie der Universität von Paris (Sorbonne). Zu seinen Schülern gehörten Marcel Griaule und Wolf Leslau. 
Aufgrund der antisemitischen Regeln während der deutschen Besetzung verlor er im Dezember 1940 seinen Lehrstuhl, erhielt ihn aber nach der Befreiung im Oktober 1944 zurück. Cohens akademischer Schüler Maxime Rodinson löste ihn 1955/56 auf dem Lehrstuhl für äthiopische und südarabische Studien an der EPHE ab, Cohen lehrte dort aber noch bis 1967.
Als vergleichender Sprachwissenschaftler trug Cohen maßgeblich zum Beweis der Verwandtschaft der „hamito-semitischen“ Sprachen (heute afroasiatische Sprachen genannt) bei. Er wird sogar der „Erfinder“ dieser Sprachfamilie genannt. 1931 gründete er die Groupe linguistique d’études chamito-sémitiques (GLECS).

### Politisches Engagement
Cohen bewunderte die Russische Revolution und schloss sich wie die Mehrheit der französischen Sozialisten bei der Spaltung 1920 der Parti communiste français an. Er gehörte in den 30er Jahren zu den Mitbegründern der französischen Hochschulgewerkschaft und der Arbeiterhochschule. Er engagierte sich als Antifaschist gegen die italienische Besetzung Äthiopiens (Abessinienkrieg). 1941 ging er wegen der Rassengesetze des Vichy-Regimes in den Untergrund und gehörte bei der Befreiung von Paris dem Stab von Henri Rol-Tanguy an.

### Der Romanist
Cohen publizierte 1947 eine soziologisch orientierte Geschichte der französischen Sprache, die aus Gründen der Volksnähe auf den Gebrauch des Passé simple verzichtete: Histoire d'une langue, le français. Des lointaines origines à nos jours (Paris 1947, 4. Auflage 1973, 1987).
Für die kommunistische Tageszeitung L’Humanité schrieb er regelmäßig Sprachglossen zum Französischen, gesammelt in den Bänden Regards sur la langue française (1950), Nouveaux regards sur la langue française (1963), Encore des regards sur la langue française (1966), Toujours des regards sur la langue française (1970) und Une fois de plus des regards sur la langue française (1972).
Mit Maurice Davau und Maurice Lallemand gab er ein innovatives Wörterbuch heraus: Dictionnaire du français vivant (Paris 1972, 1975, 1979).

### Ehrungen
Cohen war Ehrendoktor der Universitäten Warschau, Manchester und Prag.

## Weitere Werke

### Semitistik und Allgemein
- Le parler Arabe des juifs d'Alger, Paris 1912 (559 S.)
- Rapport sur une mission linguistique en Abyssinie (1910-1911), Paris 1912
- (Hrsg. mit Antoine Meillet) Les langues du monde, Paris 1924, 1952, 1981, 2000
- Instructions d'enquête linguistique. Instructions pour les voyageurs, Paris 1928, 1950, 1952
- Etudes d'éthiopien méridional. Paris 1931
- Documents sudarabiques en autocopie, Paris 1934
- Traité de langue amharique. Abyssinie, Paris 1936, 1970, 1995
- Nouvelles études d'éthiopien méridional, Paris 1939
- Essai comparatif sur le vocabulaire et la phonétique du chamito-sémitique, Paris 1947, 1969
- Linguistique et matérialisme dialectique [Conférence prononcée le 7 avril 1948 à la Sorbonne], Gap 1948
- Pour le renouveau de l'enseignement, Gap 1949
- Le Langage. Structure et évolution, Paris 1950
- L'écriture, Paris 1953; La Grande Invention de l'écriture et son évolution, 2 Bde., Paris 1958; (mit Jérôme Peignot) Histoire et art de l'Ecriture, Paris 2005 (Bouquins)
- Pour une sociologie du langage, Paris 1956; Matériaux pour une sociologie du langage, 2 Bde., Paris 1971, 1978 (spanisch 1974)

### Romanistik
- Le Français en 1700 d'après le témoignage de Gile Vaudelin, Paris 1946
- Grammaire française en quelques pages, Paris 1948, 1964
- Grammaire et style 1450-1950. Cinq cents ans de phrase française, Paris 1954
- Notes de méthode pour l'histoire du français, Moskau 1958
- Le Subjonctif en français contemporain. Tableau documentaire, Paris 1965